# Cirsium echinus
Cirsium echinus là một loài thực vật có hoa trong họ Cúc. Loài này được (M.Bieb.) Hand.-Mazz. mô tả khoa học đầu tiên năm 1909.